# Berlin Hauptbahnhof
Berlin Hauptbahnhof is het centraal station van Deutsche Bahn in Berlijn. Het is het grootste kruisingsstation in Europa en is op 26 mei 2006 geopend.
Het station is verdeeld in Hauptbahnhof (tief) gelegen aan de spoorlijn Berlin-Wedding - Berlin Südkreuz in de noord-zuidrichting en Hauptbahnhof gelegen aan de oost-westrichting. Hier liggen ook de sporen van de stadsspoorweg, de Stadtbahn of kortweg S-bahn. Daaronder ligt een station voor de metro (U-Bahn), lijn U5, die rijdt tussen dit station en Hönow. Het station is daarmee een spoorwegknooppunt dat meerdere spoorsystemen met elkaar verbindt. Vlak buiten het station bevinden zich nog een busstation, tramhaltes en een steiger voor een veerverbinding.

## Locatie
Berlin Hauptbahnhof ligt in de Berlijnse regeringswijk. De twee identieke hoofdingangen leiden naar het noorden tot de Europaplatz en de Invalidenstraße en naar het zuiden tot de Washingtonplatz aan de Spree. Het station ligt dus tussen twee pleinen. Het is het eerste gebouw dat na de val van de Berlijnse Muur in het Lehrter Stadtquartier werd gebouwd.

## Geschiedenis

### Lehrter Bahnhof
Het station is gebouwd op de plaats van het voormalige kopstation Lehrter Bahnhof, dat vanaf 1871 het eindpunt van de verbinding met Hannover was. In 1882 werd de van oost naar west lopende Stadtbahn geopend, waaraan nabij het Lehrter Bahnhof de halte Lehrter Stadtbahnhof verrees. In 1884 nam het Lehrter Bahnhof ook de diensten naar Hamburg over, die voorheen vanuit het Hamburger Bahnhof vertrokken. In de Tweede Wereldoorlog werd het Lehrter Bahnhof zwaar beschadigd. Het werd in 1951 gesloten en in 1957 afgebroken. Het Lehrter Stadtbahnhof bleef in dienst, maar werd in 2000 afgebroken om plaats te maken voor de bouw van het nieuwe "Centraal Station" van Berlijn. De S-Bahnsporen zijn sindsdien ondergebracht in het Hauptbahnhof. Tijdens de bouw droeg het station nog een tijd de dubbele naam "Berlin Hauptbahnhof - Lehrter Bahnhof", maar vanaf de opening in mei 2006 is de naam enkel "Berlin Hauptbahnhof".

### Een nieuw Centraal Station

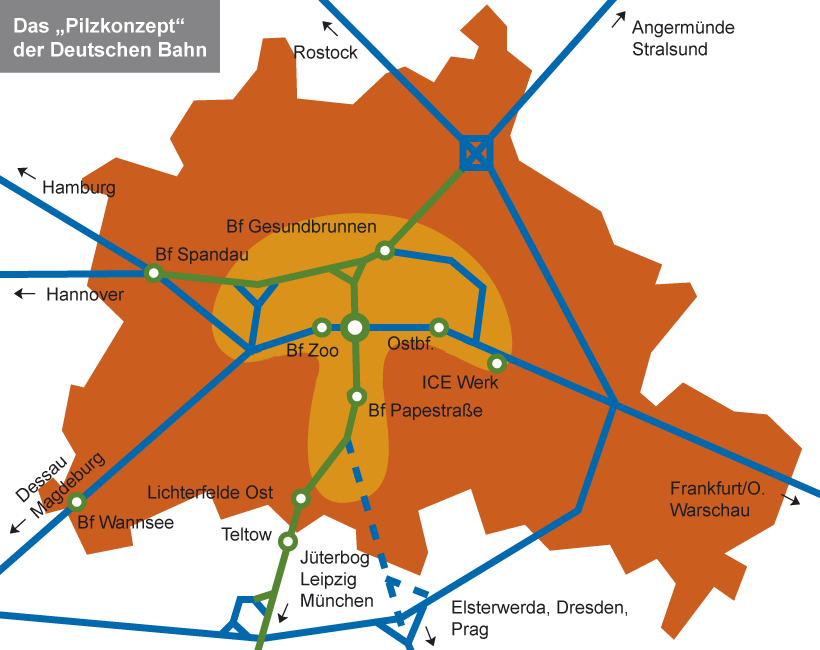
Centrale ligging van het Hauptbahnhof in het Pilzkonzept.

Na de Wende van 1989 werden plannen gemaakt voor een nieuw Hauptbahnhof voor de weer verenigde stad. Het zou een kruisingsstation worden, waarbij het verkeer over het viaduct van de bestaande oost-west lopende Stadtbahn het verkeer in noord-zuidelijke richting in een nieuwe tunnel (Tiergartentunnel) zou kruisen. In 1992 besloot de Bondsregering tot bouw van dit station op de plaats van het oude Lehrter Stadtbahnhof. Dit in verband met het Pilzkonzept dat de gecompliceerde spoorwegsituatie die door de deling van de Duitse hoofdstad ontstaan was, zou oplossen. In 1995 startte de tunnelbouw die in 2005 werd voltooid. Tussen 2001 en 2005 werden de nieuwe viaducten gebouwd, met daaroverheen een grote dakconstructie. De 321 meter lange en 210 meter brede grote perronhal bestaat uit een gekromde glasdakconstructie.
Met de ingebruikname van het nieuwe Berlin Hauptbahnhof op 26 mei 2006 verloor het station Berlin Zoologischer Garten, dat sinds de Berlijnse deling het belangrijkste station van West-Berlijn was, een belangrijk deel van zijn functie en dient slechts nog regionaal treinverkeer.
Berlijn kende al eerder een Hauptbahnhof. Tussen 1987 en 1998 droeg het station Berlin Ostbahnhof de naam Hauptbahnhof. Door de plannen voor het nieuwe centrale station, heeft dit station weer zijn oude naam teruggekregen.

### U-Bahn
Onder het station Berlin Hauptbahnhof is het gelijknamige metrostation voor de U-Bahn (metro) aangelegd. Het station wordt bediend door lijn U5.

### Lijnen
| Lijn | Type | Lijn | Type   |
| ---- | ---- | ---- | ------ |
| 1    | DB   | 11   | DB     |
| 2    | DB   | 12   | DB     |
| 3    | DB   | 13   | DB     |
| 4    | DB   | 14   | DB     |
| 5    | DB   | 15   | S-Bahn |
| 6    | DB   | 16   | S-Bahn |
| 7    | DB   |      |        |
| 8    | DB   |      |        |
| 9    | ??   |      |        |
| 10   | ??   |      |        |

## Interieur

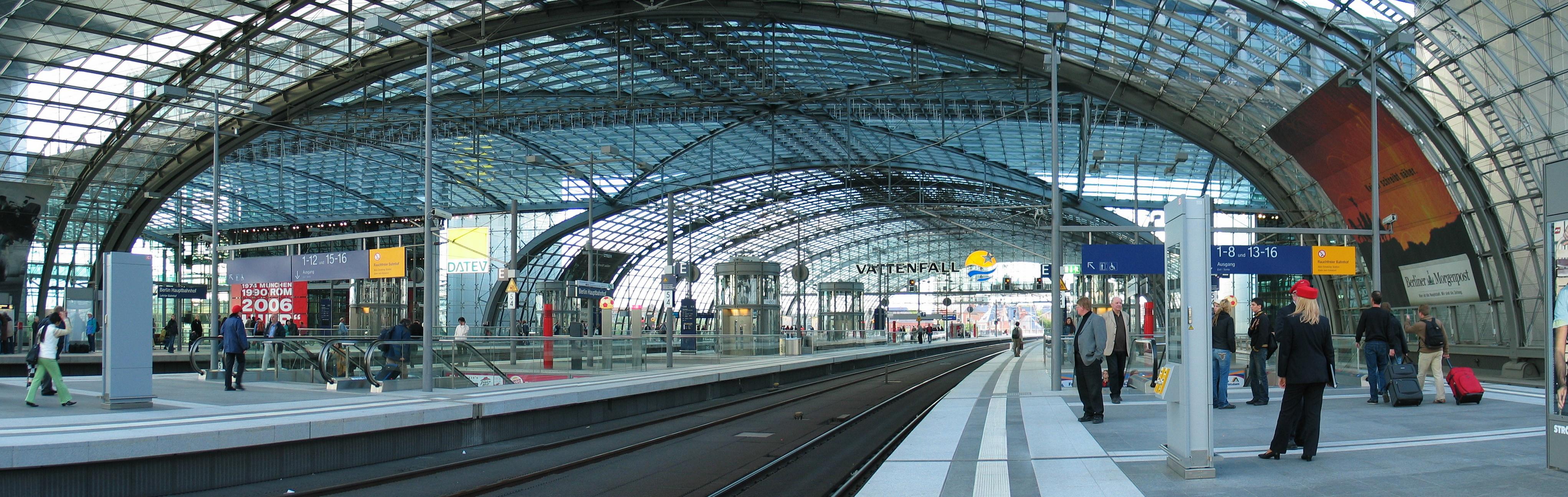
Panorama van het bovenste perronniveau (oostwest, Stadtbahn)

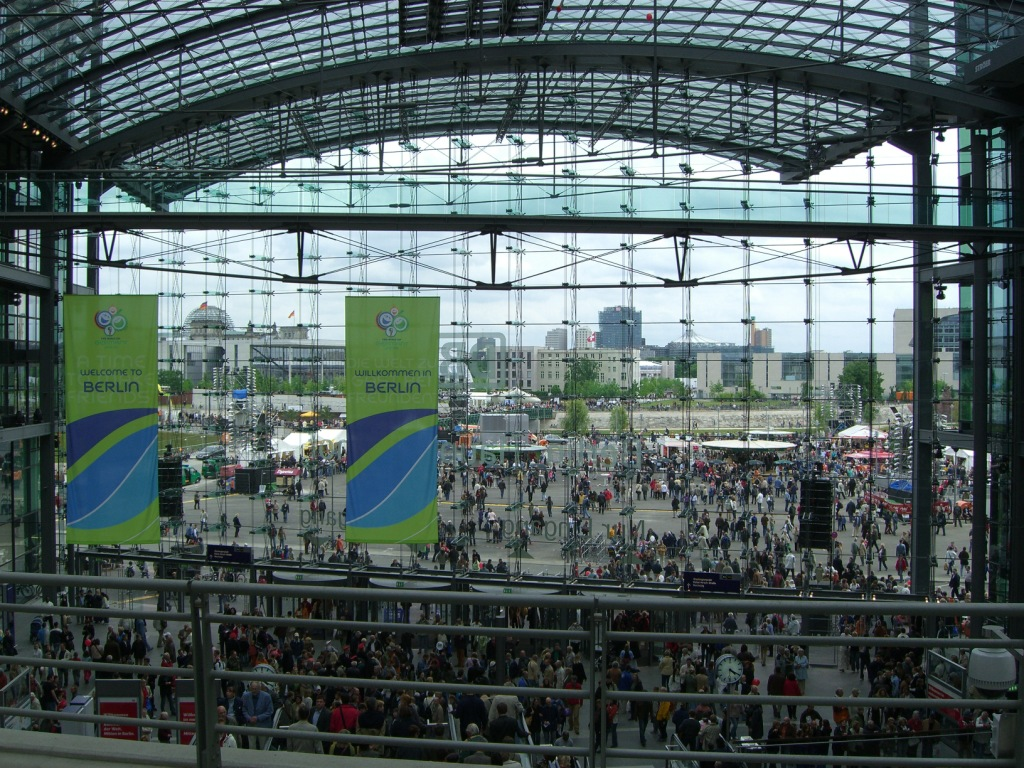
Stationshal, uitzicht op het Regierungsviertel en het Rijksdaggebouw
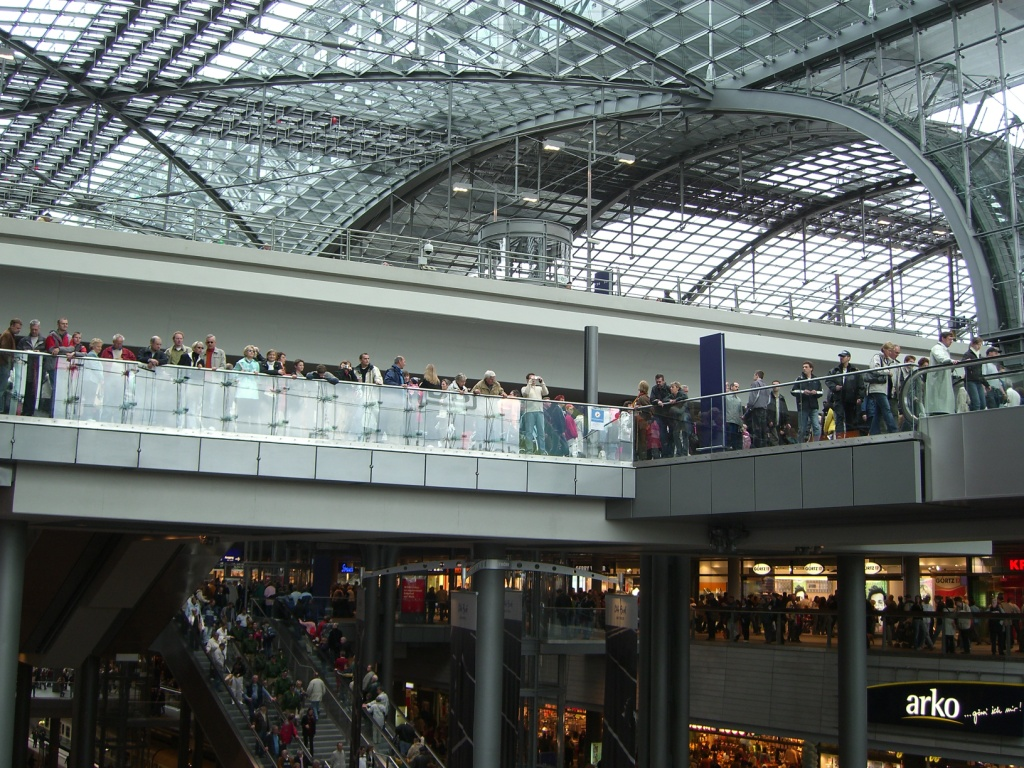
Stationshal, uitzicht op mezzanine en het  bovenste perronniveau
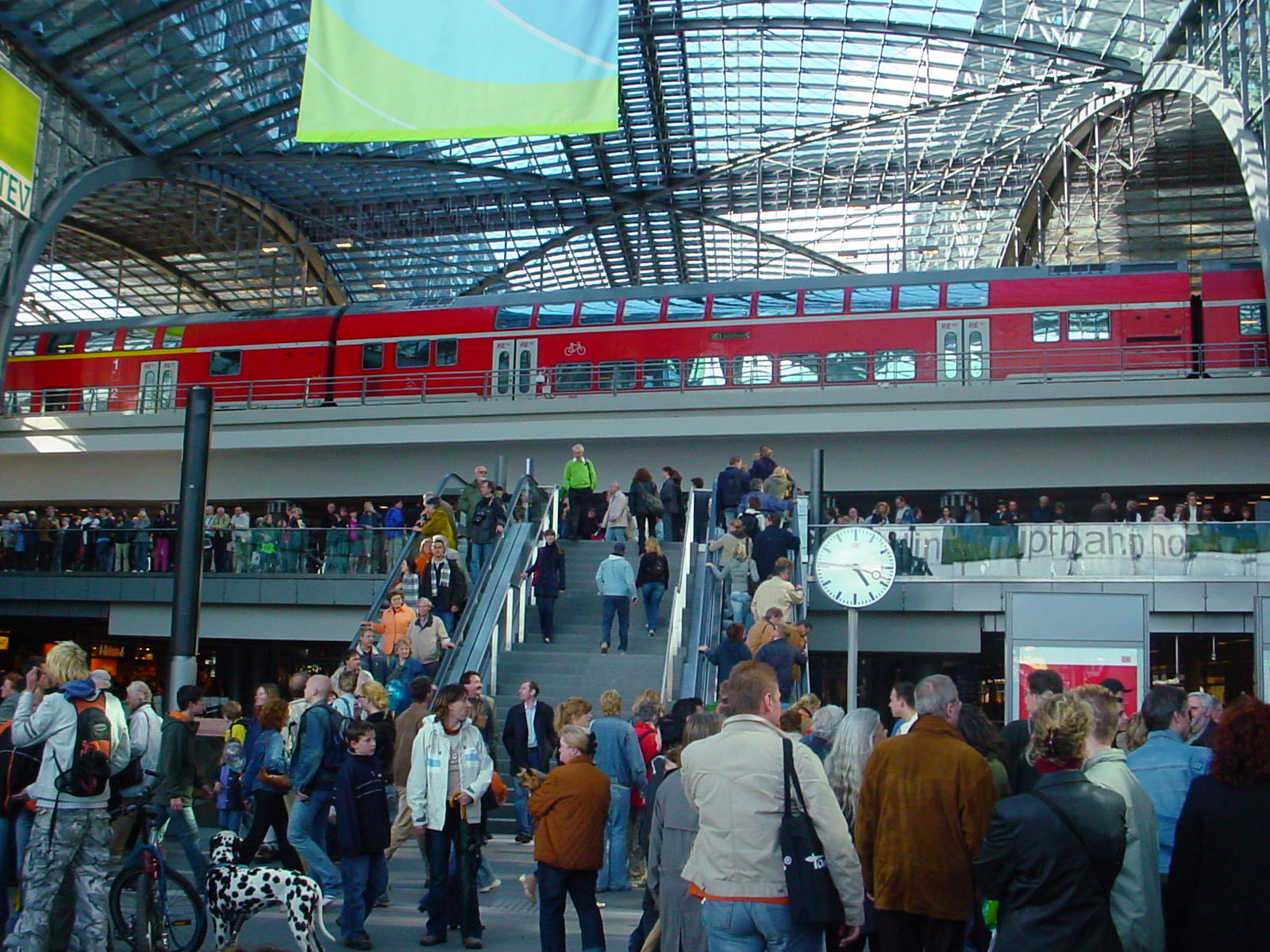
Stationshal, uitzicht op mezzanine en bovenste perronniveau
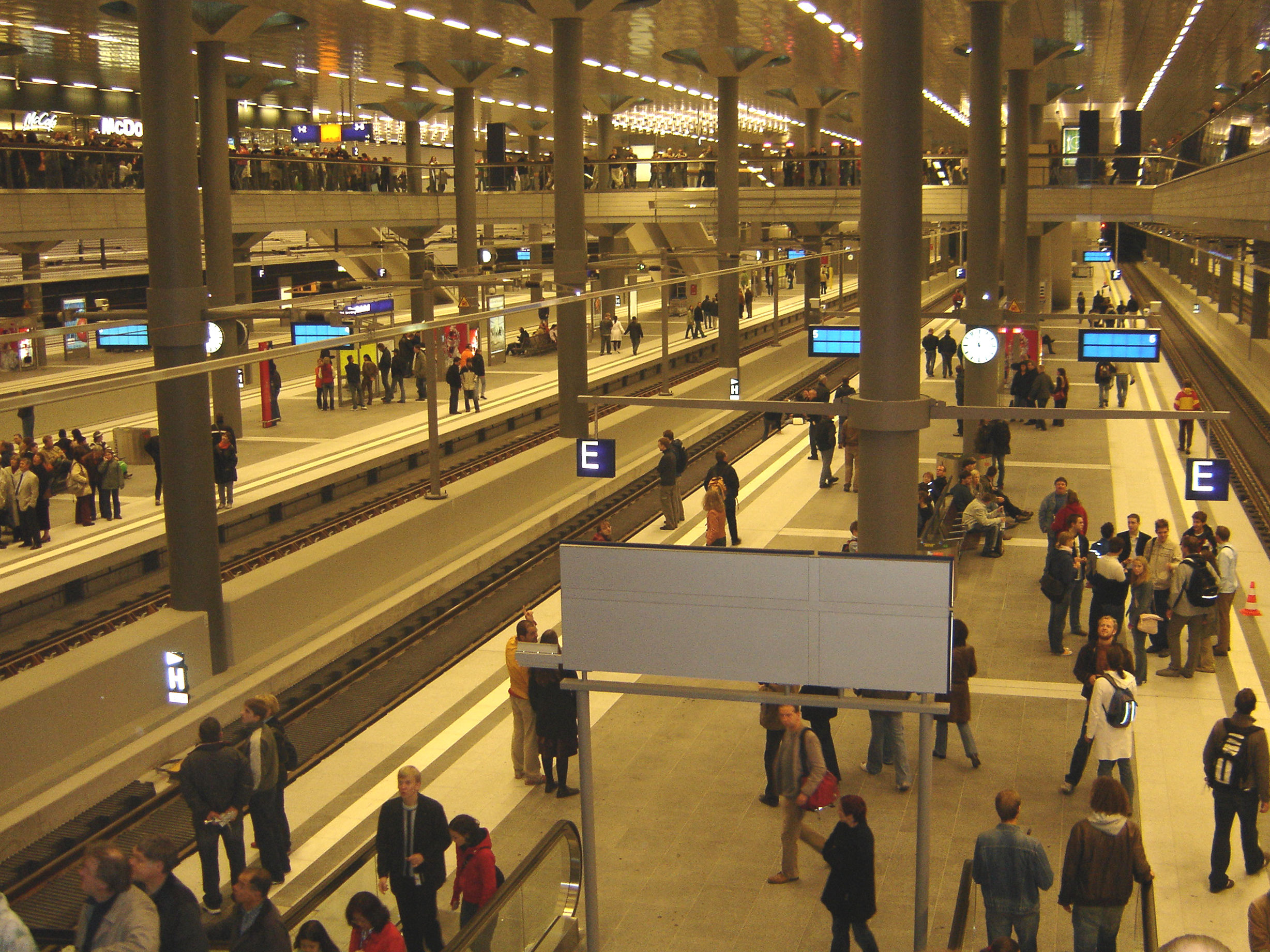
Onderste perronniveau (noordzuid, Tiergartentunnel)
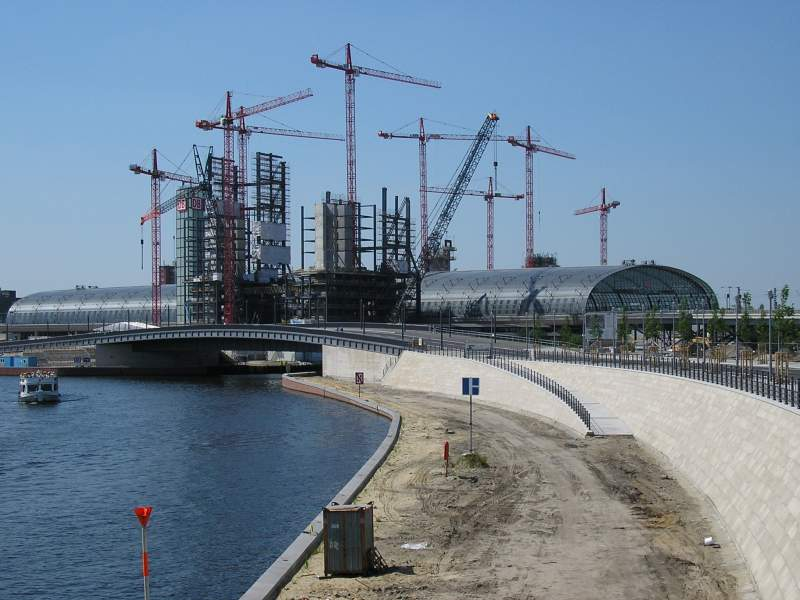
Bouwplaats Hauptbahnhof – Lehrter Bahnhof, mei 2005